# Pena Blanca
Pena Blanca is een plaats (census-designated place) in de Amerikaanse staat New Mexico en valt bestuurlijk gezien onder Sandoval County.

## Demografie
Bij de volkstelling in 2000 werd het aantal inwoners vastgesteld op 661.

## Geografie
Volgens het United States Census Bureau beslaat de plaats een oppervlakte van
17,6 km², waarvan 17,6 km² land.

## Plaatsen in de nabije omgeving
De onderstaande figuur toont nabijgelegen plaatsen in een straal van 24 km rond Pena Blanca.